# Családi találkozó Madeával
A Családi találkozó Madeával (eredeti címe: A Madea Homecoming) 2022-ben bemutatott amerikai filmvígjáték, amelyet Tyler Perry készített, írt és rendezett, és a második filmje, amelyet a Netflix ad ki. A filmben Perry mellett Cassi Davis-Patton, David Mann, Tamela Mann, Brandon Black, Gabrielle Dennis és Brendan O'Carroll játszik. Ez a tizenkettedik film a Madea-filmsorozatban, amely azt meséli el, hogy Madea részt vesz dédunokája főiskolai érettségi partiján, miközben titkok derülnek ki.
A film 2022. február 25-én jelent meg. Nagyrészt vegyes véleményeket kapott a kritikusoktól.

## Rövid történet
Madea visszatér, és nem tűri a sületlenségeket, amikor családi dráma tör ki a dédunokája főiskolai diplomaosztó ünnepségén.

## Szereplők
| Szerep                              | Színész            | Magyar hang     |
| ----------------------------------- | ------------------ | --------------- |
| Mabel "Madea" Simmons / Joe Simmons | Tyler Perry        | Zöld Csaba      |
| Bam néni                            | Cassi Davis-Patton | Zsurzs Kati     |
| Leroy Brown                         | David Mann         | Kerekes József  |
| Cora Simmons                        | Tamela Mann        | Kocsis Mariann  |
| Laura                               | Gabrielle Dennis   | Nádasi Veronika |
| Timothy "Tim" Marshall              | Brandon Black      | Hamvas Dániel   |
| Agnes Brown                         | Brendan O'Carroll  | Kapácsy Miklós  |
| Davi O'Malley                       | Isha Blaaker       | Szabó Máté      |
| Cathy Brown                         | Jennifer Gibney    | Téglás Judit    |
| Sylvia                              | Geneva Maccarone   | Csuha Borbála   |
| Richard                             | Amani Atkinson     | Dévai Balázs    |
| Ellie                               | Candace Maxwell    | Csifó Dorina    |

## Megjelenés
A film 2022. február 25-én jelent meg a Netflixen.

## Fogadtatás
A Rotten Tomatoes weboldalon 11 kritika alapján 36%-os minősítést ért el, és 3,5/10-es értékelést kapott.  A Metacritic-en 42 pontot szerzett a százból 6 kritika alapján.